# Michaeliskirche (Frankfurt-Berkersheim)
Die evangelische Michaeliskirche ist ein barockes Gotteshaus und ein hessisches Kulturdenkmal in Berkersheim, einem nördlichen Stadtteil von Frankfurt am Main.

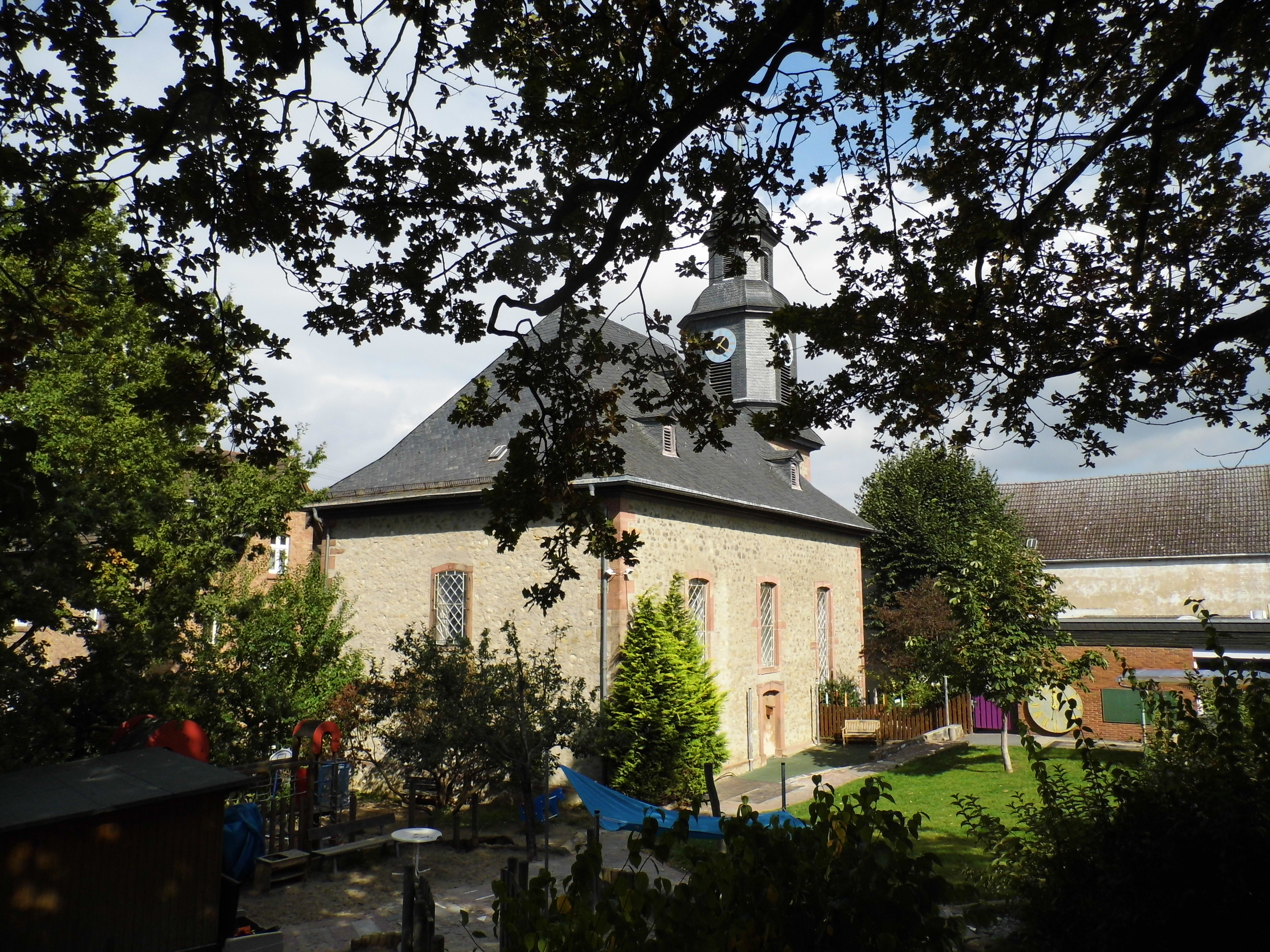
Michaeliskirche von Südwesten

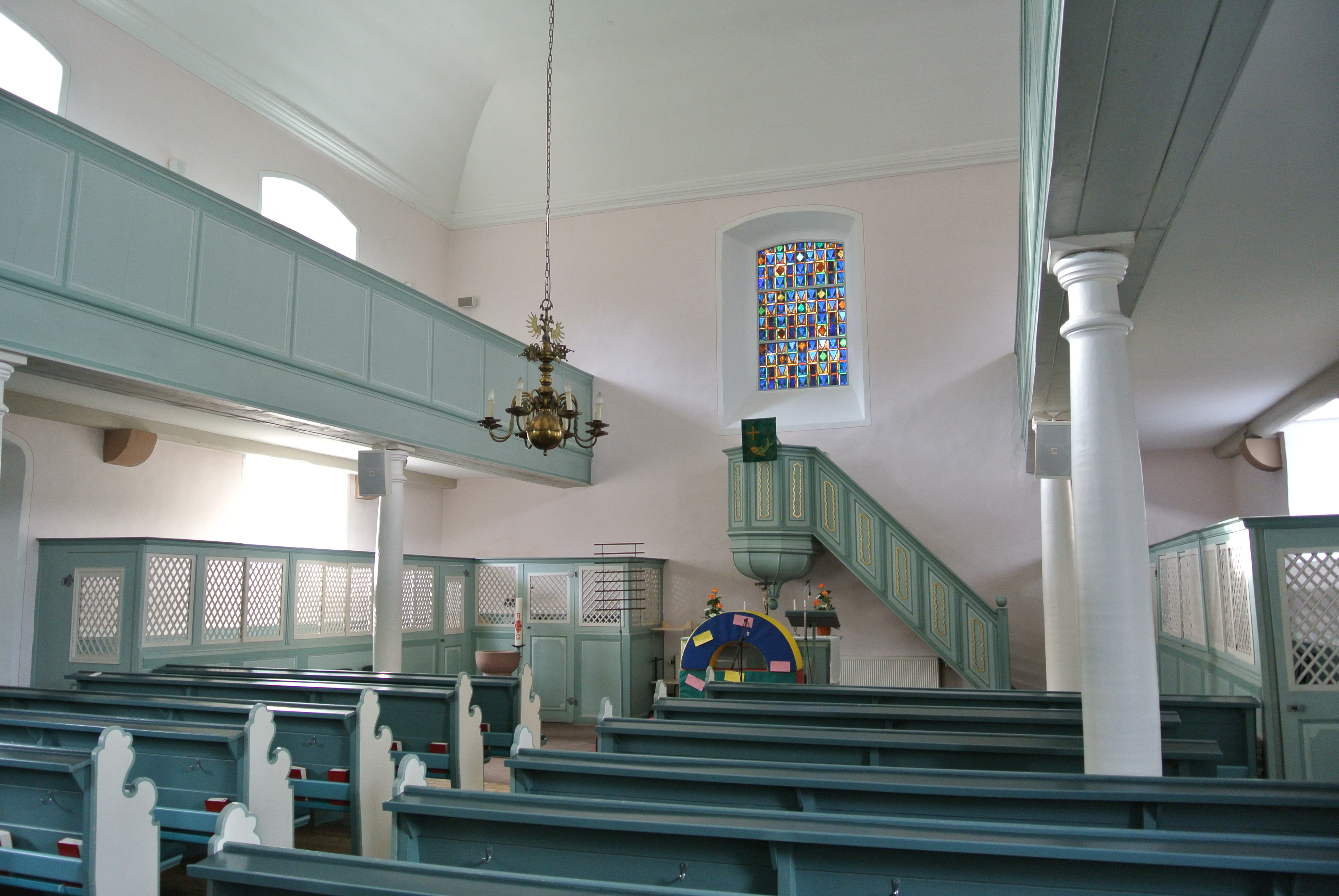
Innenraum

## Entstehung und Entwicklung
Der Ort Berkersheim wurde erstmals 795 urkundlich erwähnt. Seit 1484 gehörte er zur Grafschaft Hanau und kirchlich zu Preungesheim. Eine erste lutherische Dorfkirche wurde 1688 auf Veranlassung von Johann-Heinrich Schelm von Bergen an der Stelle der heutigen Kirche erbaut. Von 1766 bis 1767 wurde die heutige Kirche nach Plänen des in Bergen amtierenden Vikars Christ errichtet. Im Jahr 1929 wurde die Gemeinde nach dem Erzengel Michael benannt.

## Architektur
Im dörflichen Berkersheim befindet sich die Michaeliskirche am südwestlichen Ortsrand in der Straße Am Herrenhof. Ein hiervon abzweigender Weg führt auf den Turm und den Eingang der Kirche zu. Die nach Südwesten gerichtete Saalkirche erhebt sich über einem rechteckigen Grundriss mit den Seitenlängen von zwölf und siebzehn Metern. Der Turm steht vor der Schmalseite und wird von einem Haubenhelm mit schmiedeeisernem Kreuz bekrönt. Die steinsichtigen Außenwände sind durch je drei Fenster gegliedert. Das Schieferdach ist beidseitig gewalmt. Über dem Zugang befinden sich im Portal aus Sandstein die Gründungsjahreszahl und das landesherrschaftliche Wappen des Erbprinzen von Hessen und Grafen von Hanau.
Die Ausstattung des Innenraums stammt aus der Bauzeit und ist von der dreiseitigen Empore und der zentral angeordneten Kanzel geprägt. Emporenbilder von 1693 hängen an der nördlichen Wand. Ein vergittertes Kirchengestühl des Kirchenvorstands befindet sich auf beiden Seiten des Altars unter den Emporen. Eine ehemalige Tür in der Südwand wurde in den 1950er-Jahren zugemauert, um in der entstandenen Mauernische der Kriegstoten zu gedenken. Über Kanzel und Altar ist ein Buntglasfenster in die Außenmauer eingelassen.
Die Orgel mit 18 Registern wurde 1968 vom Orgelbauunternehmen Oberlinger gefertigt.
Glocken
| Nr. | Nominal | Gewicht | Jahr | Spruch                                                            |
| 1   |         |         | 1920 | Der Herr ist auferstanden, er ist wahrhaftig auferstanden         |
| 2   |         |         | 1951 | O Land, Land höre des Herrn Wort                                  |
| 3   |         |         | 1951 | Geleit uns Herr auf allen Wegen und Haus und Hof mit deinem Segen |